# Dub Pistols
Dub Pistols je britská hudební skupina, která hraje hudební styl dub a breakbeat. Skupinu založil v Londýně roku 1996 Barry Ashworth.
Jejich hudbu je možné slyšet ve filmech Blade 2, Česká spojka a Mystery Man a v několika počítačových hrách. Mimo ryze vlastní tvorby nahráli Dub Pistols také několik remixů.

## Diskografie
Skupina vydala za dobu své působnosti následující alba:
- Point Blank (1998)
- Six Million Ways to Live (2001 a 2005)
- Speakers and Tweeters (2007)
- Rum & Coke (2009)
- Re-Hash (2011)
- Worshipping the Dollar (2012)
- Return of the Pistoleros (2015)
- Crazy Diamonds (2017)
- Addict (2020)
- Frontline (2023)